# Potchefstroom
Potchefstroom [pɔtʃɛfstrʊəm] (früher Mooiriviersburg) ist eine Stadt in der südafrikanischen Nordwestprovinz. Sie liegt in der historischen Provinz Transvaal, etwa 120 Kilometer südwestlich von Johannesburg am Fluss Mooirivier. Die Stadt hat 43.448 Einwohner (Stand: 2011).

## Verkehr
Die Stadt ist an das nationale Schienen- und Straßenverkehrsnetz gut angeschlossen. Eine aus der Region Johannesburg kommende Eisenbahnstrecke verbindet Potchefstroom über nachfolgende Verzweigungen mit der Industrieregion um Vereeniging und Sasolburg, mit der Bergbauregion von und um Welkom, mit der Diamantenregion von Kimberley sowie mit der Agrarregion um Lichtenburg.
Durch Potchefstroom verläuft die Nationalstraße N12. Diese führt sowohl nach Gauteng und Mpumalanga im Nordosten als auch bis in die Provinz Western Cape nach Südwesten. Die Regionalstraße R53 kommt von Parys im Süden und verläuft über Potchefstroom nach Norden zu den Orten Ventersdorp und Swartruggens, wo sie in die N4 einmündend endet. Der nördliche Zweig der R501 führt nach Carletonville an den westlichen Rand der Provinz Gauteng. In Richtung Süden gelangt man auf ihr in die Region von Viljoenskroon.
Der nächste Regionalflughafen für den Binnenflugverkehr befindet sich in Parys.

## Geschichte
Die Stadt wurde am 22. Dezember 1838 von Andries Hendrik Potgieter, dem Anführer der Voortrekker, als Mooiriviersburg gegründet und gilt als die älteste europäische Siedlung im Gebiet von Transvaal. Zugleich war sie Hauptstadt der Burenrepublik Potchefstroom, die 1844 bis 1848 mit der Stadt Winburg und den umgebenden Gebieten die Burenrepublik Winburg-Potchefstroom bildete, zu deren Präsident Andries Hendrik Potgieter gewählt wurde. Sie ging später in der Südafrikanischen Republik (ZAR) bzw. dem Oranje-Freistaat auf. Potchefstroom war bis 1860 die erste Hauptstadt der ZAR.
Der sogenannte Erste Burenkrieg, ein Aufstand der Buren, bei dem sie die erneute Unabhängigkeit der ZAR von Großbritannien erkämpfen konnten, brach am 16. Dezember 1880 in Potchefstroom mit der Belagerung des alten Forts aus. Die Belagerung endete friedlich am 23. März 1881.
Während des Zweiten Burenkriegs entstand in Potchefstroom eines der ersten Konzentrationslager für die burische Zivilbevölkerung.

## Bildung und Kultur
In Potchefstroom befindet sich der Hauptcampus der North-West University, früher Potchefstroom University for Christian Higher Education. Sie wird von fast 27.000 Studenten besucht.
Die Stadt ist Gastgeber für das Kunstfestival Aardklop, das jedes Jahr Ende September stattfindet und viele Künstler, Musiker und Touristen anlockt.

## Sehenswürdigkeiten
Das Potchefstroom Museum hat mehrere Standorte. Das in der Gouws Street gelegene Main Museum besteht aus drei Kunsthallen. Das Totius House Museum ist im Stil der Edwardianischen Periode erbaut. Hier lebte der Dichter und Bibelübersetzer Totius. Dieses Museum befindet sich an der Ecke Molen Street / Esselen Street. Im Van der Hoff Way liegt das President Pretorius Museum, das einen Einblick in das Leben des ersten Präsidenten der ZAR gewährt.

## Wirtschaft
Bei Potchefstroom existiert ein Industriestandort für Produkte des in- und ausländischen Munitionsbedarfs (ehemals Naschem), der früher zum staatlichen Rüstungskonzern Denel gehörte und seit 2008 mehrheitlich unter dem in Südafrika ansässigen Rheinmetall-Konzernbereich Rheinmetall Denel Munition (RDM) produziert. Der historische Standort entstand 1896 als Lenz Factory und war ein Zwischenlager für Explosivstoffe zur Verwendung im Goldbergbau. Im Zweiten Weltkrieg wurden hier Munitionsgüter für den Militäreinsatz Südafrikas an der Seite der Alliierten im Rahmen der North African Campaign hergestellt. 1978 bildete sich aus den ansässigen Werksanlagen das Unternehmen Naschem (Lokalität Boskop site), das 1992 von Denel übernommen wurde.

## Sport
Potchefstroom verfügt mit dem Senwes Park über ein internationales Cricket-Stadion. Beim Cricket World Cup 2003 fanden hier drei Partien statt.

## Söhne und Töchter der Stadt
- Nathan Kirsh (* 1932), Unternehmer
- Jackie Pretorius (1934–2009), Automobilrennfahrer
- Hezekiél Sepeng (* 1974), Mittelstreckenläufer
- Jean-Pierre van Zyl (* 1975), Bahnradsportler
- Brad Binder (* 1995), Motorradrennfahrer
- Darryn Binder (* 1998), Motorradrennfahrer